# Vacoa parasol
Pandanus heterocarpus
Espèce
Le vacoa parasol (Pandanus heterocarpus) est une espèce de plantes à fleurs de la famille des Pandanaceae. C'est une plante arborescente, de la famille des Pandanacées, endémique de l'île Rodrigues, qui peut atteindre 3 à 4 mètres de hauteur et qui présente un port caractéristique en forme de parasol.
De toutes les espèces végétales endémiques de Rodrigues, c'est la seule qui soit restée assez commune. Elle est présente sur l'ensemble de l'île, aussi bien en bord de mer que dans les hauteurs des collines.
Les feuilles sont récoltées pour la vannerie et constituent une ressource locale essentielle pour la confection de nombreux objets d'usage courant : chapeaux, paniers, etc.
|  |
|  |
|  |
|  |
|  |
|  |

## Description
Le vacoa parasol présente l'allure générale typique des Pandanus. C'est une espèce de petite taille (jusqu'à 3 ou 4 mètres de hauteur) de forme assez ramassée.
La branchaison, verticillée, est sommaire. Les ramifications ont un diamètre sensiblement constant de 6 à 8 cm de diamètre, la tige centrale étant cependant environ deux fois plus grosse. Les racines-échasses restent cantonnées à la partie basale de la plante.
Les bouquets de feuilles terminales, à croissance spiralée, sont généralement serrés les uns contre les autres de manière compacte et forment un véritable toit qui justifie pleinement la référence à un parasol. Lorsque les feuilles les plus anciennes se détachent, la cicatrice foliaire est discrète et ne marque pas durablement l'écorce comme chez d'autres espèces de Pandanus.
Les feuilles sont longuement lancéolées (en forme de « lames de sabre » comme décrites par J.M.G. Le Clézio dans Le chercheur d'or), environ dix fois plus longues que larges. Elles mesurent 30 à 40 cm chez les individus adultes et sont plus grandes chez les individus jeunes. Elles sont semi-engainantes à leur base et sont bordées de chaque côté du limbe d'une rangée de minuscules crochets épineux.
Le vacoa parasol est dioïque. Les inflorescences mâles sont de longs chatons spiralés et pendants de couleur crème à l'aspect de peluches, garnis de milliers d'étamines. Les inflorescences femelles, après fécondation, se transforment en fruits composés globuleux de la taille d'un pamplemousse, formés d'une quarantaine d'articles légèrement proéminents qui sont en fait chacun un fruit. Chaque fruit résulte lui-même de la fusion de trois ou quatre carpelles qui partagent le même épicarpe et le même mésocarpe fibreux mais qui ont conservé des loges distinctes.
À maturité, les infrutescences se désarticulent et laissent tomber au sol les fruits, en faisant apparaître leurs parois latérales de couleur vive rouge ou orangée.
Une autre espèce de Pandanus, celle-ci endémique des Seychelles, est également appelée « vacoa (ou vakwa) parasol » : il s'agit de Pandanus hornei. La silhouette de cette espèce seychelloise est très élancée et peut dépasser dix mètres de hauteur.

## Vannerie
Les feuilles sont récoltées vertes, raclées pour mettre à nu la fibre, puis lavées et séchées.
Elles permettent la fabrication d'objets réputés pour leur solidité et leur résistance au déchirement. Elles servaient même, par tressage, à la fabrication de cordages, notamment les cordes bœuf avec lesquelles on attachait les bovins au piquet.
Plus généralement, les feuilles de vacoa sont tressées pour fabriquer le chapeau traditionnel des hommes, accessoire indispensable du Rodriguais qui doit se protéger la tête d'un soleil ardent sur des terres où l'ombrage est souvent rare.
Elles sont aussi utilisées usuellement pour la confection des paniers en associant des techniques de tressage et de vannerie à nappes.
Elles servent enfin à la fabrication de toutes sortes de petits objets utilitaires ou simplement décoratifs, employés dans la vie courante locale ou destinés au marché des souvenirs touristiques.
Elles peuvent être associées à d'autres fibres, en particulier les feuilles de vétiver, pour obtenir des effets esthétiques de couleur et de texture.

## Sauvegarde des populations
Malgré une relative abondance, le maintien durable des vacoas parasols dans le paysage rodriguais n'est pas absolument garanti.
Les fructifications sont régulières et généreuses, mais une grande partie des fruits sont ouverts par les rats qui consomment les graines. Le pâturage par les bovins ou par les chèvres contrarie la régénération naturelle du fait de l'abroutissement des jeunes germinations ou simplement à cause du piétinement. Dans les zones où la pression de pâturage est modérée, on observe cependant l'apparition de jeunes plants susceptibles d'assurer le renouvellement des générations, mais là où le pâturage est plus intensif, les vieux vacoas disparaissent peu à peu sans être remplacés.
Par ailleurs, le regain d'activité de la vannerie, en particulier pour satisfaire le marché touristique, a nettement accru la pression de prélèvement des feuillages, parfois jusqu'au dépérissement des plantes.
Sans une action volontaire de replantation, pour assurer une gestion durable de la ressource, les populations de vacoas parasols risquent donc de régresser.
Depuis 2001, la Mauritian Wildlife Foundation a suscité et accompagné la création de pépinières villageoises pour que diverses espèces endémiques puissent ainsi être replantées dans la nature, les vacoas parasols étant numériquement les plus représentés. Pour l'instant ces programmes ne concernent cependant que des parcelles délimitées et n'ont pas été entrepris à l'échelle générale du territoire.

## Littérature
Dans Le chercheur d'or, roman (1985) de J.M.G. Le Clézio, les vacoas parasols constituent une présence de fond de l'ambiance et du paysage de l'île Rodrigues :
…J'ai complété la panoplie de l'explorateur avec un de ces grands chapeaux de fibre de vacoa que portent ici les manafs, les Noirs des montagnes.…
…Dans la lumière de l'aurore, les arbres et les vacoas ont des formes inconnues.…